# Kanał żeglugowy otwarty

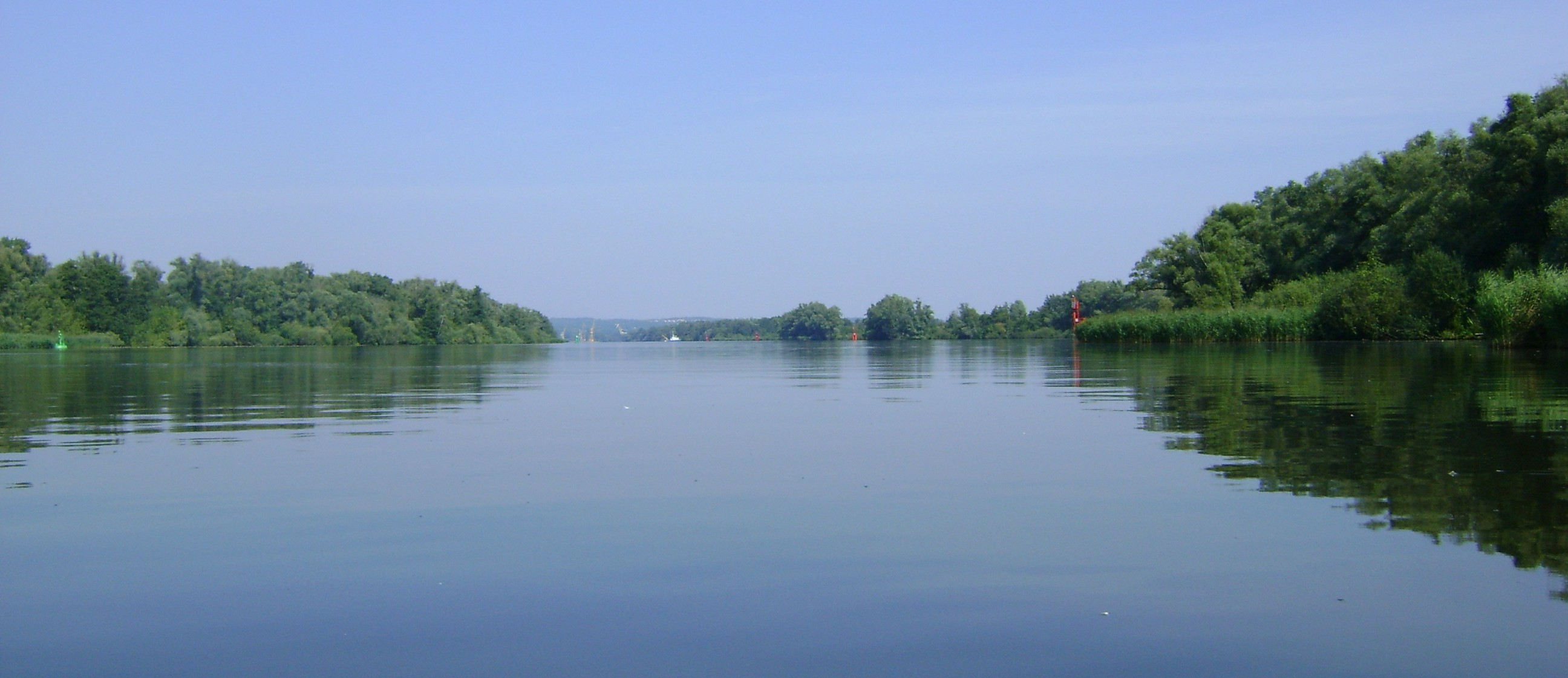
Przekop Mieleński

Kanał żeglugowy otwarty – rodzaj kanału żeglugowego oraz kanału wodnego otwartego, który pod względem funkcji przeznaczony jest do prowadzenia żeglugi, a pod względem sposobu utrzymania poziomu zwierciadła wody zapewnia założone parametry szlaku żeglugowego przy bezpośrednim połączeniu ze szlakiem wodnym (tj. bez dodatkowych budowli piętrzących zamykających kanał). Tego typu kanał charakteryzuje się tym, że poziom wody w kanale odpowiada poziomowi wody na szlaku wodnym, z którym jest połączony, a profil dna kanału jest poziomy lub ma stosunkowo niewielki spadek.

## Zalety i wady
Zalety kanałów żeglugowych otwartych
- Pod względem budowlanym – brak wielkich budowli hydrotechnicznych, w tym brak konieczności budowy dodatkowych budowli piętrzących (poza samym kanałem)[1][2][3].
- Pod względem eksploatacyjnym – nieograniczone zasilanie kanału w wodę[1][2].
- Z uwagi na żeglugę – swobodny ruch taboru wodnego bez śluzowania, co jest korzystne ze względu na czas przebycia szlaku wodnego jak i koszty[1][2].

Wady kanałów żeglugowych otwartych
- W przypadku budowy szerszego systemu szlaków wodnych – konieczność wykonania wielu kanałów oraz wielu robót ziemnych szczególnie, gdy istnieją dodatkowe kanały łączące[1][2].
- Z uwagi na żeglugę – jeżeli kanał jest częścią drogi wodnej wyznaczonej wzdłuż biegu rzeki, to taki kanał staje się z tego punku widzenia ramieniem bocznym, w którym przepływa swobodnie woda, co oznacza, że ruch w górę biegu rzeki odbywa się jak w rzece przeciw nurtowi przepływającej wody. Żegluga pod prąd powoduje dodatkowe zmniejszenie prędkości[3][4][5][6].

## Przykłady
Przykładami kanałów żeglugowych otwartych są:
- Friedrichwasserstrasse[7],
- żeglugowe kanały wodne Szczecińskiego Węzła Wodnego[8],
- Babina, Czapina, Iński Nurt[8].